# Schloss Hinterglauchau

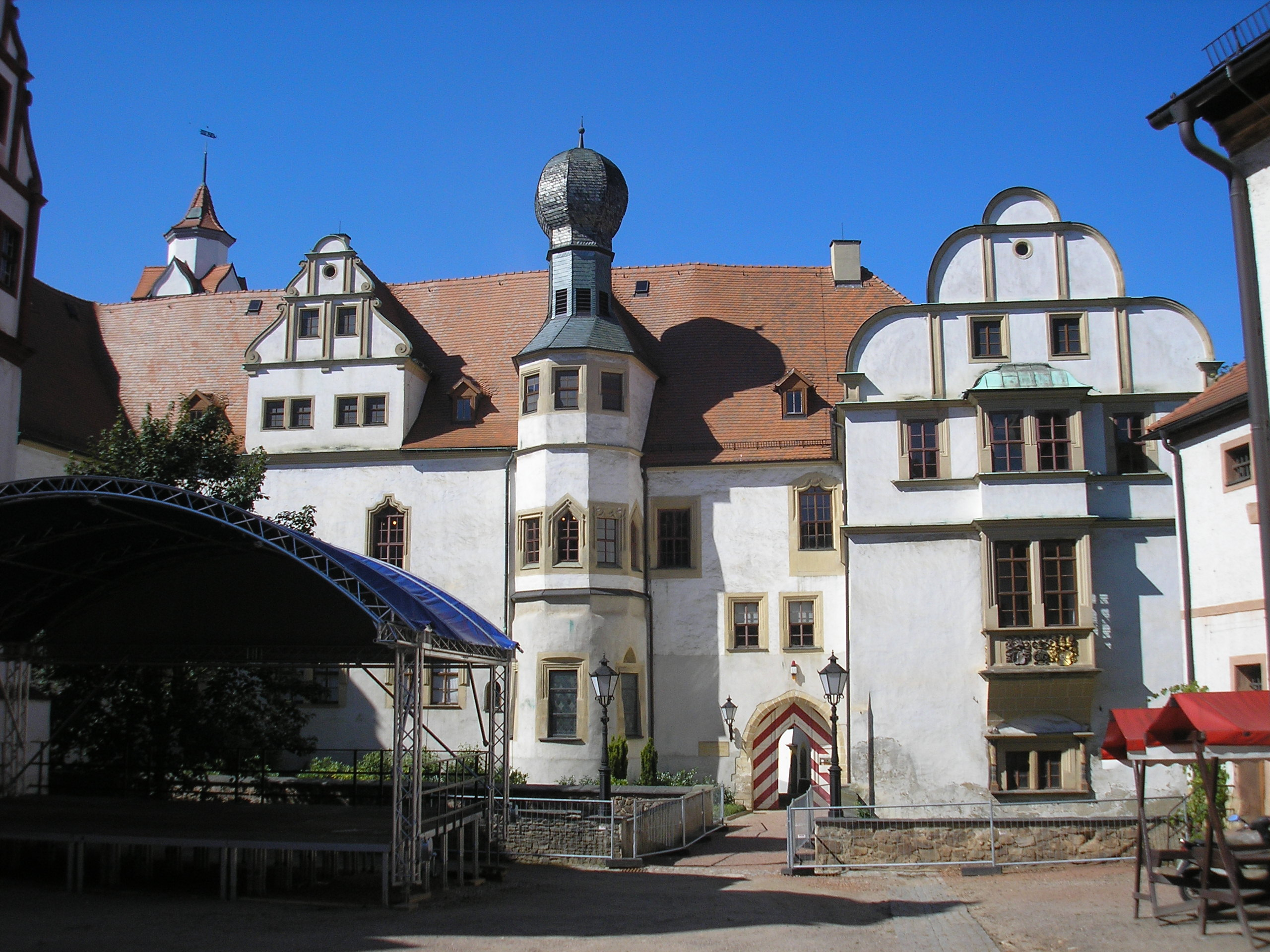
Schloss Hinterglauchau (Ostseite)

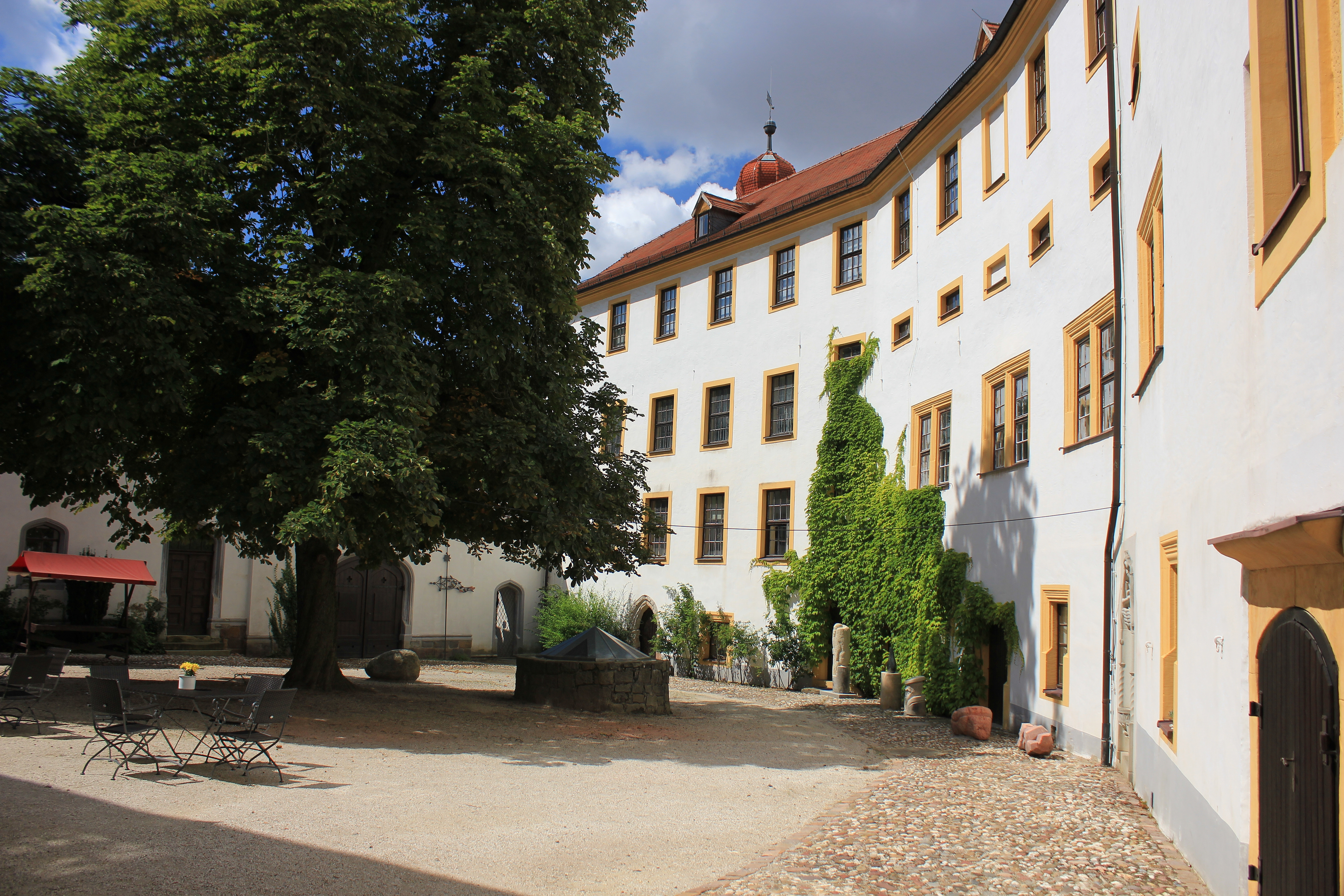
Schlosshof mit Nordflügel, Burgbrunnen und Kastanie, Blick nach Westen zum Westflügel

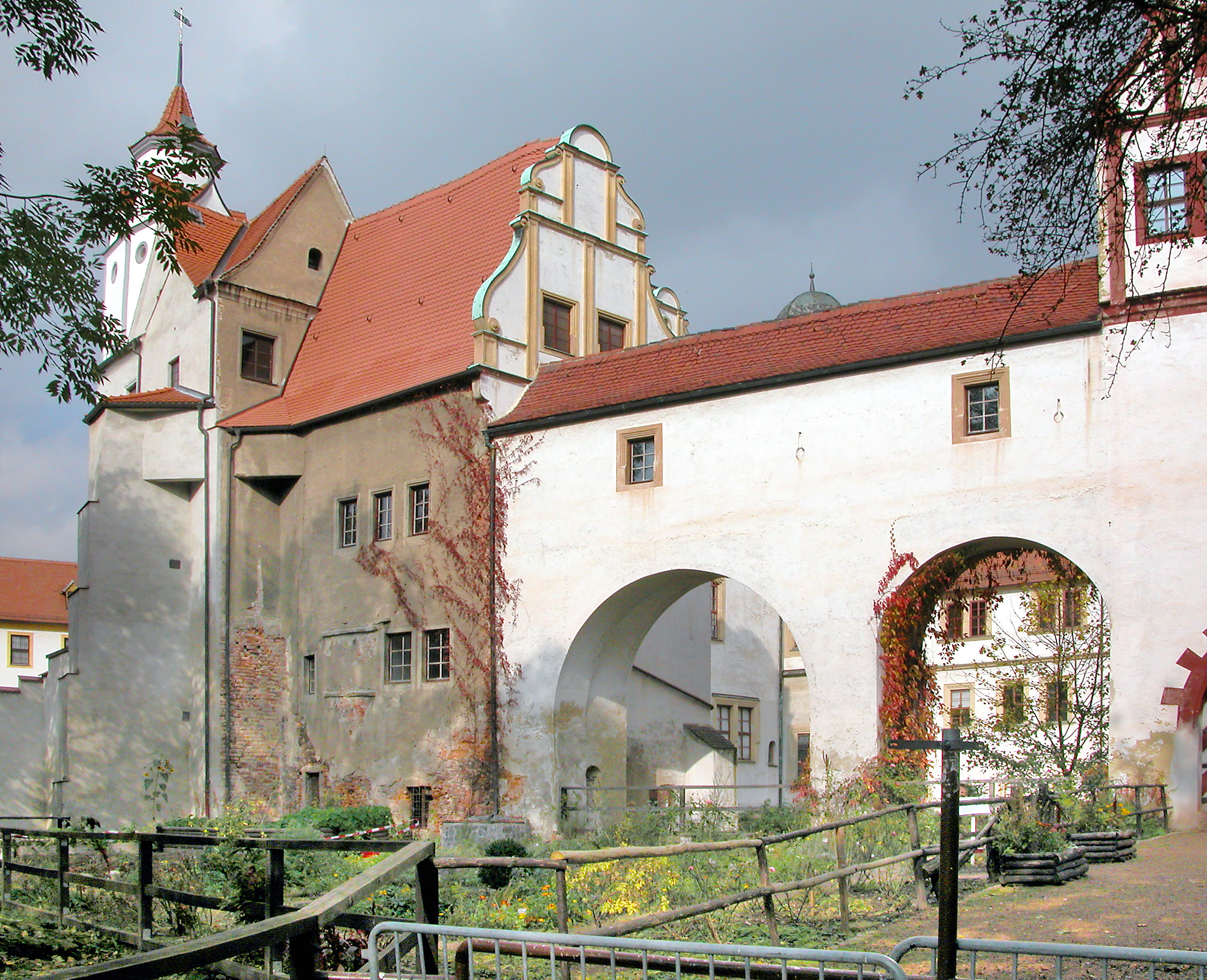
Links: östlicher Teil der Südseite von Hinterglauchau, Renaissancegiebel mit Voluten wohl um 1604 datiert (mit Bogengang zum Schloss Forderglauchau)

Schloss Hinterglauchau ist ein Renaissanceschloss im westsächsischen Glauchau. Es wurde ab 1470 am Ort einer um 1170 errichteten Burg der Herren von Schönburg erbaut und bildete über Jahrhunderte deren Herrschaftsmittelpunkt. Mit der Errichtung der später Schloss Forderglauchau genannten Gebäudeteile wurde die Anlage ab etwa 1525 in Richtung Stadt erweitert. Zur gleichen Zeit wurde das Kernschloss umgebaut. Im frühen 20. Jahrhundert richtete man im Schloss ein Museum ein.

## Lage und Zugang
Beide Glauchauer Schlösser befinden sich auf dem Schlossberg, der vor der Ostseite von Schloss Forderglauchau durch den sogenannten Kurzen Graben vom sogenannten Stadtberg bzw. der Stadt (Altstadt, Innenstadt, historisch hier Rechtstadt genannt) abgetrennt wird. Der Schlossberg befindet sich am rechtsseitigen/östlichen Talhang der Zwickauer Mulde. Beide Schlösser sind durch einen Halsgraben vor dem Ostflügel von Schloss Hinterglauchau voneinander getrennt. Im Süden wird der Schlossberg von der Schlucht Hirschgrund/Hirschgraben und im Nordosten von der wohl natürlichen Schlucht Mühlberg geschützt. An Südseite, Nordseite und Westseite fällt der Schlossberg steil ab. Schloss Hinterglauchau befindet sich auf dem westlichen Ende (Bergsporn) des Schlossberges, Schloss Forderglauchau auf dem Ostteil des Schlossberges. Schloss Forderglauchau kann über drei steinerne Bogenbrücken und zwei Toranlagen betreten werden. Schloss Hinterglauchau kann nur über den Hof von Schloss Forderglauchau über eine steinerne Bogenbrücke über seinen Halsgraben hinweg betreten werden. Außerdem gibt es noch einen unterirdischen Zugang („geheimer“ Gang) vom Hirschgrund aus und eine Pforte zum Berggarten am südlichen Hang zum Hirschgrund.

## Zum Namen „Hinterglauchau“
Seit dem Bau des vorderen Schlosses (Schloss Forderglauchau) von 1527 bis 1534 wurde das vordere meist als „förder(es) Schloß“ und das hintere als „hinter(es) Schloß“ betitelt. Dies blieb auch bezüglich des hinteren Schlosses noch bis Mitte/Ende des 19. Jahrhunderts so. Wohl erst nach 1900 bürgerte sich der Name Hinterglauchau für das hintere Schloss ein.

#### Ausstellung von Möbeln und Interieur

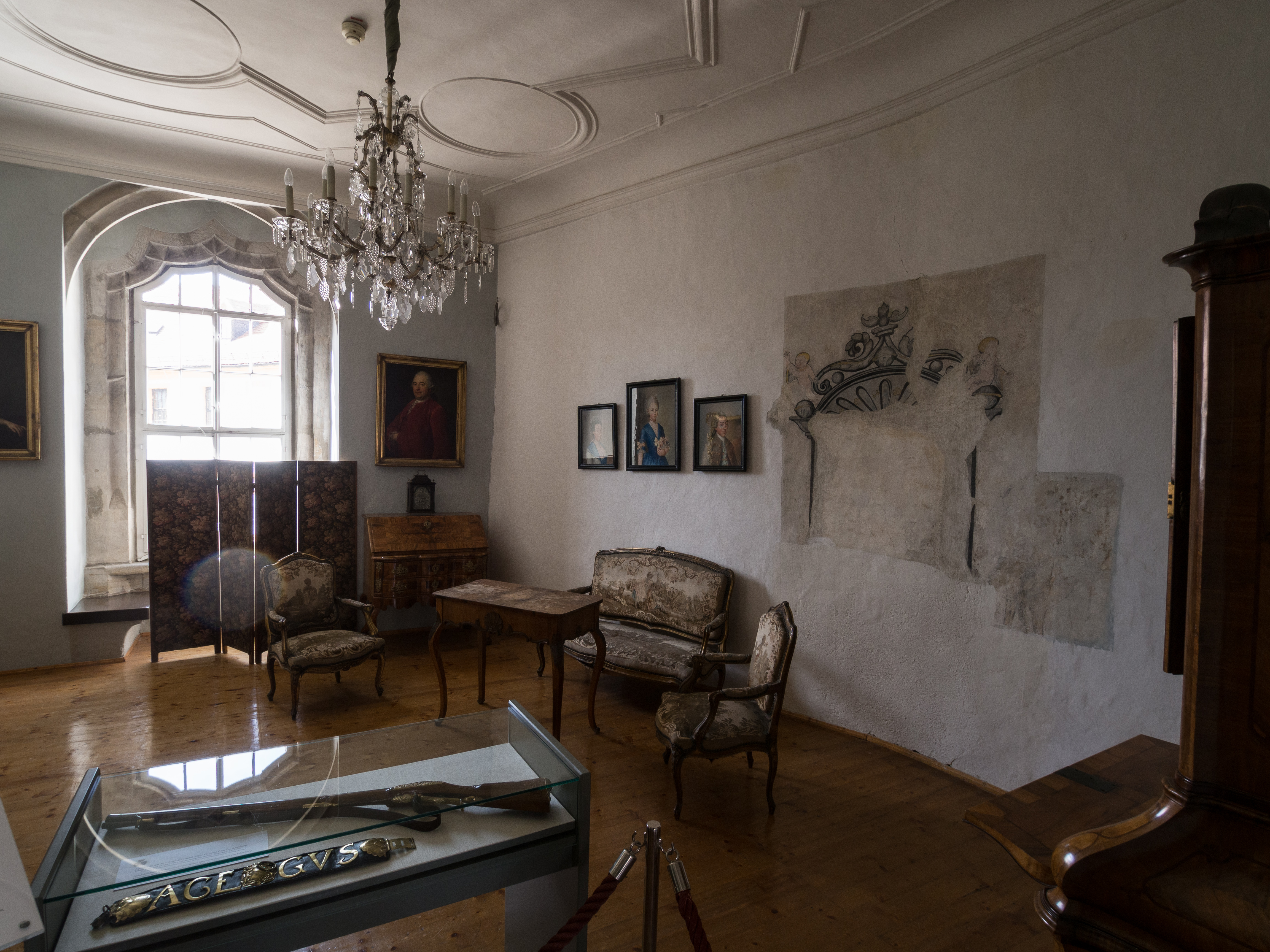
Rokoko-Zimmer (mit spätgotischem Vorhangbogenfenster)
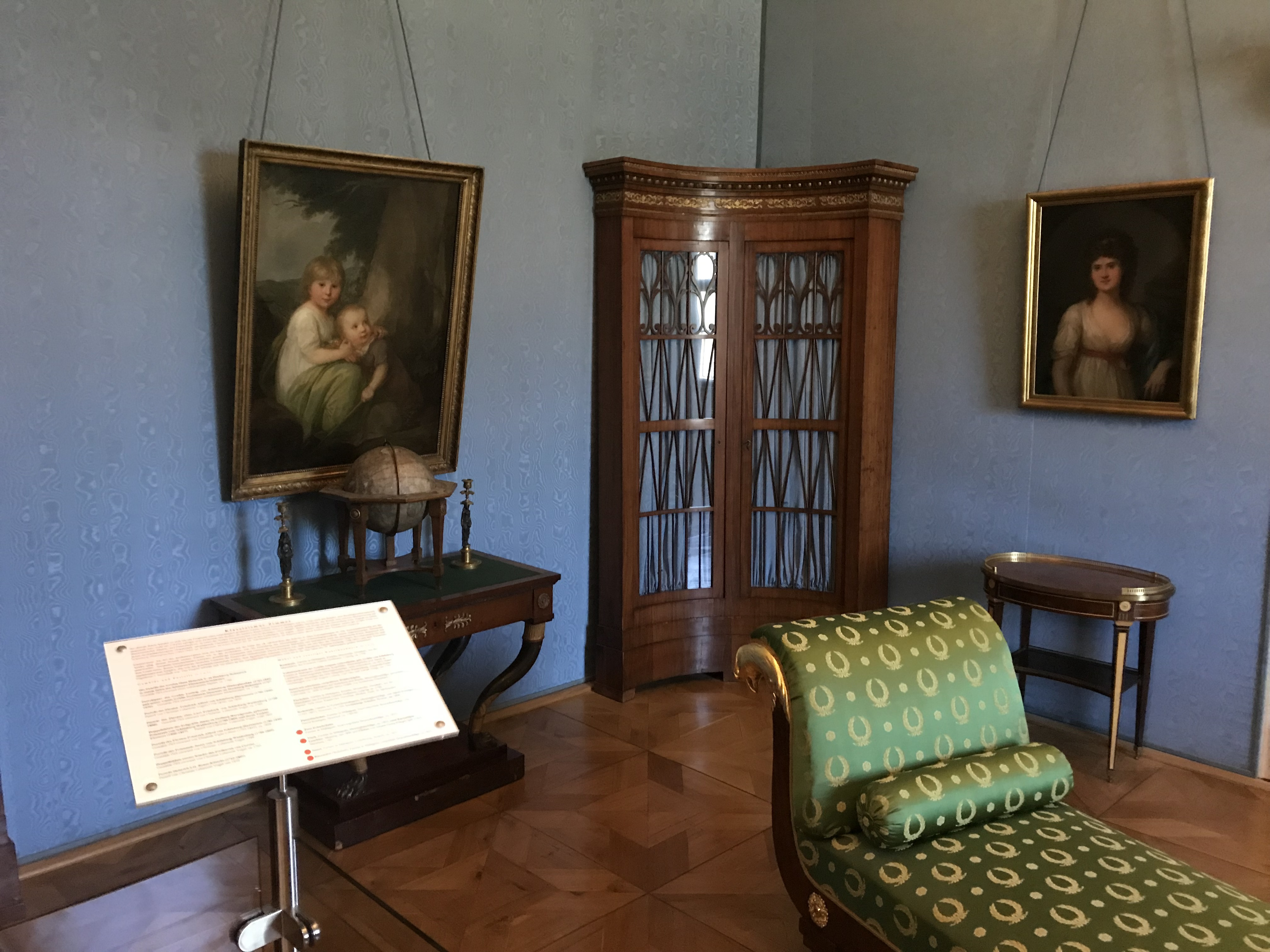
Klassizismus-Zimmer (ehem. Roter Salon)
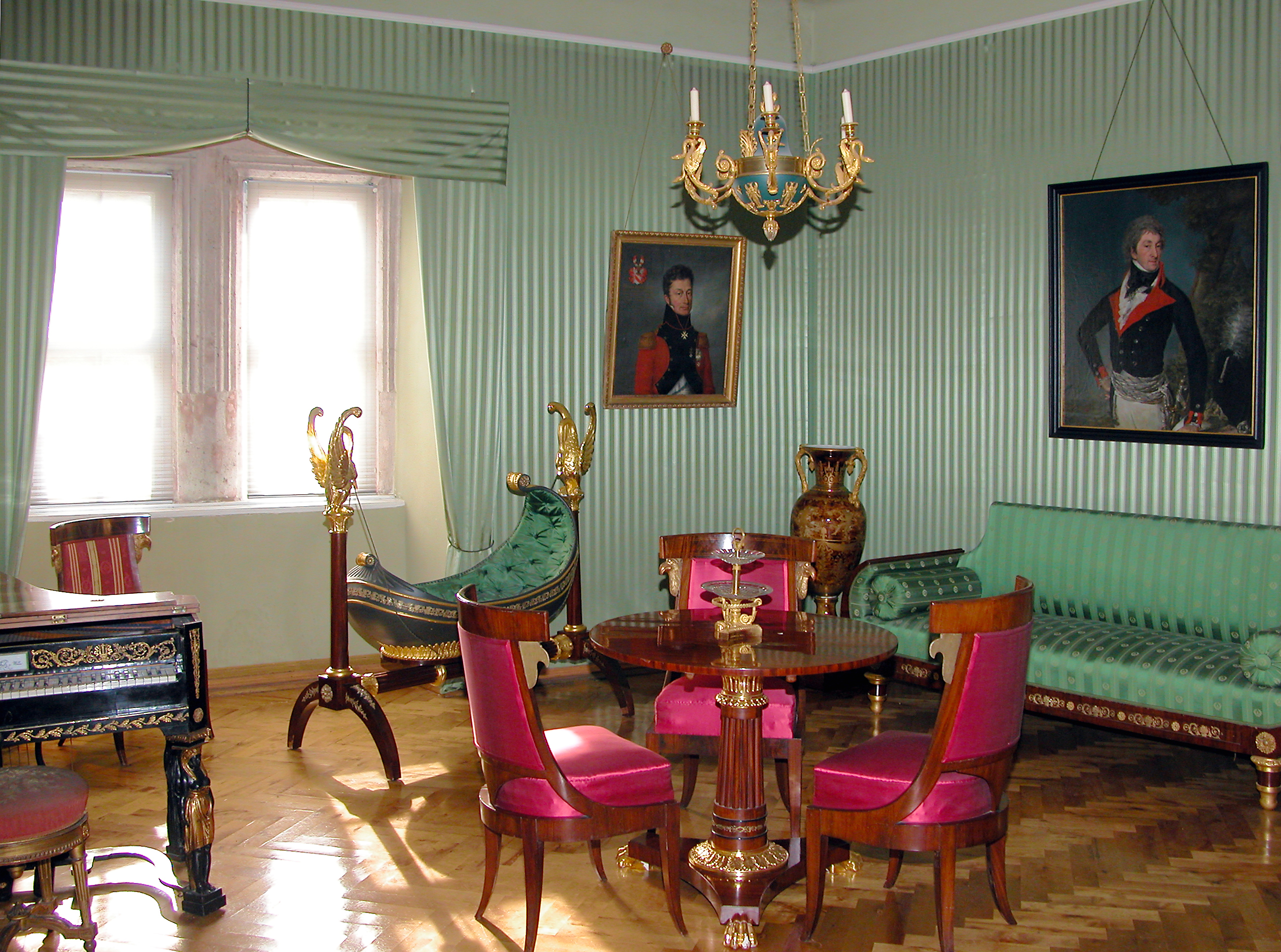
Empire-Zimmer, die mit abgebildete Kinderwiege musste vor 2021 an die Schönburger restituiert werden
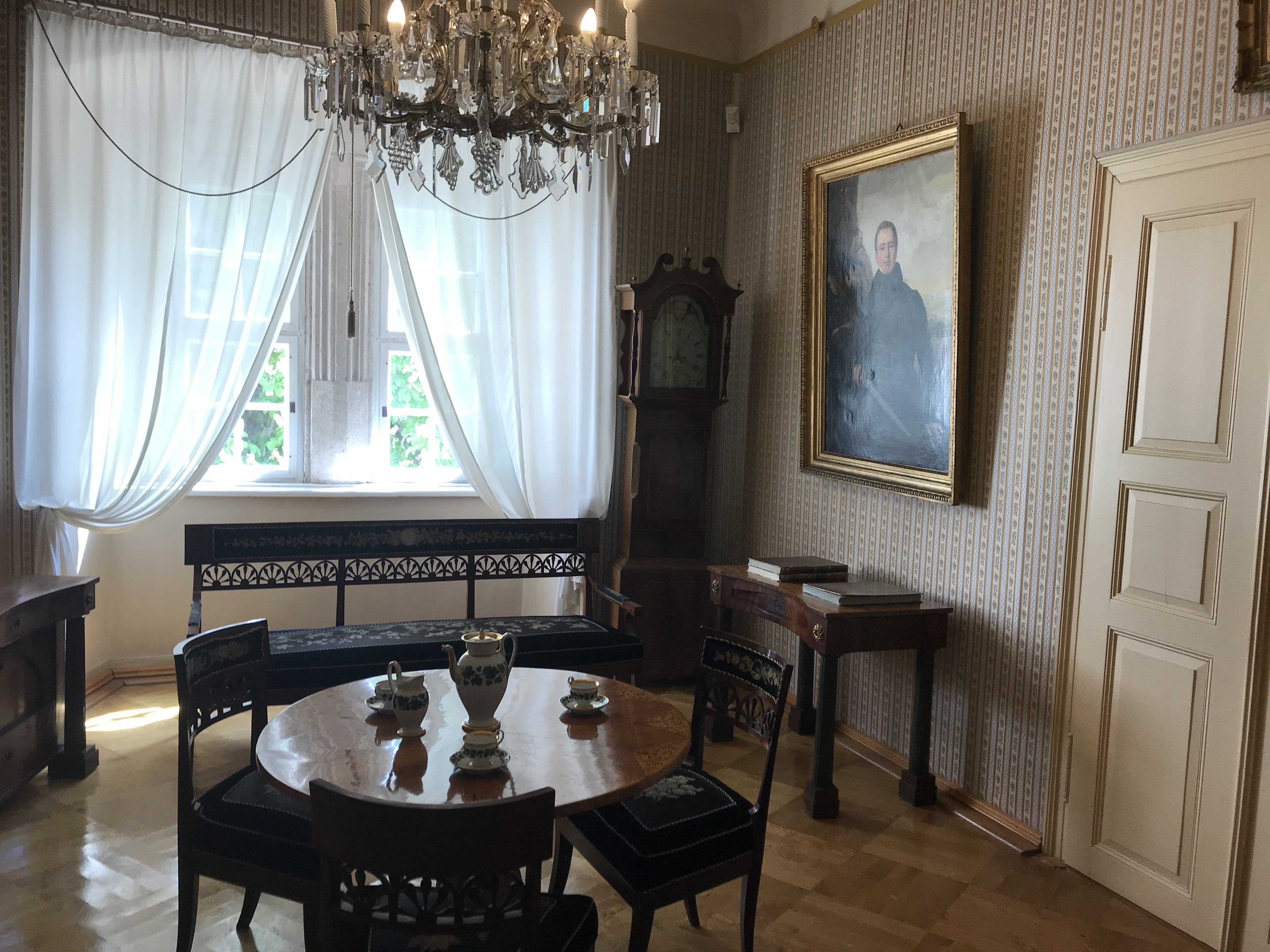
Biedermeier-Zimmer
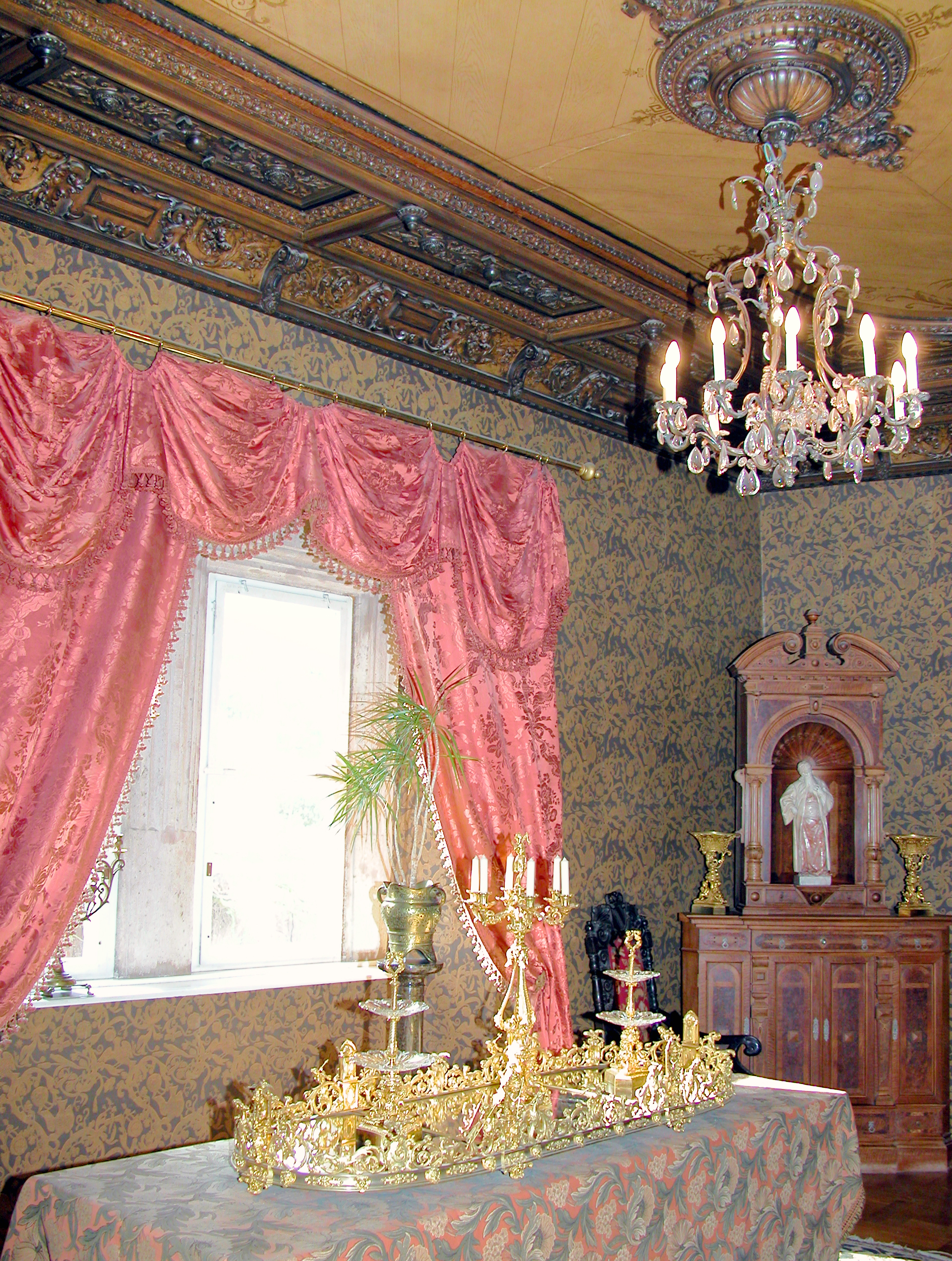
Historismus-Salon
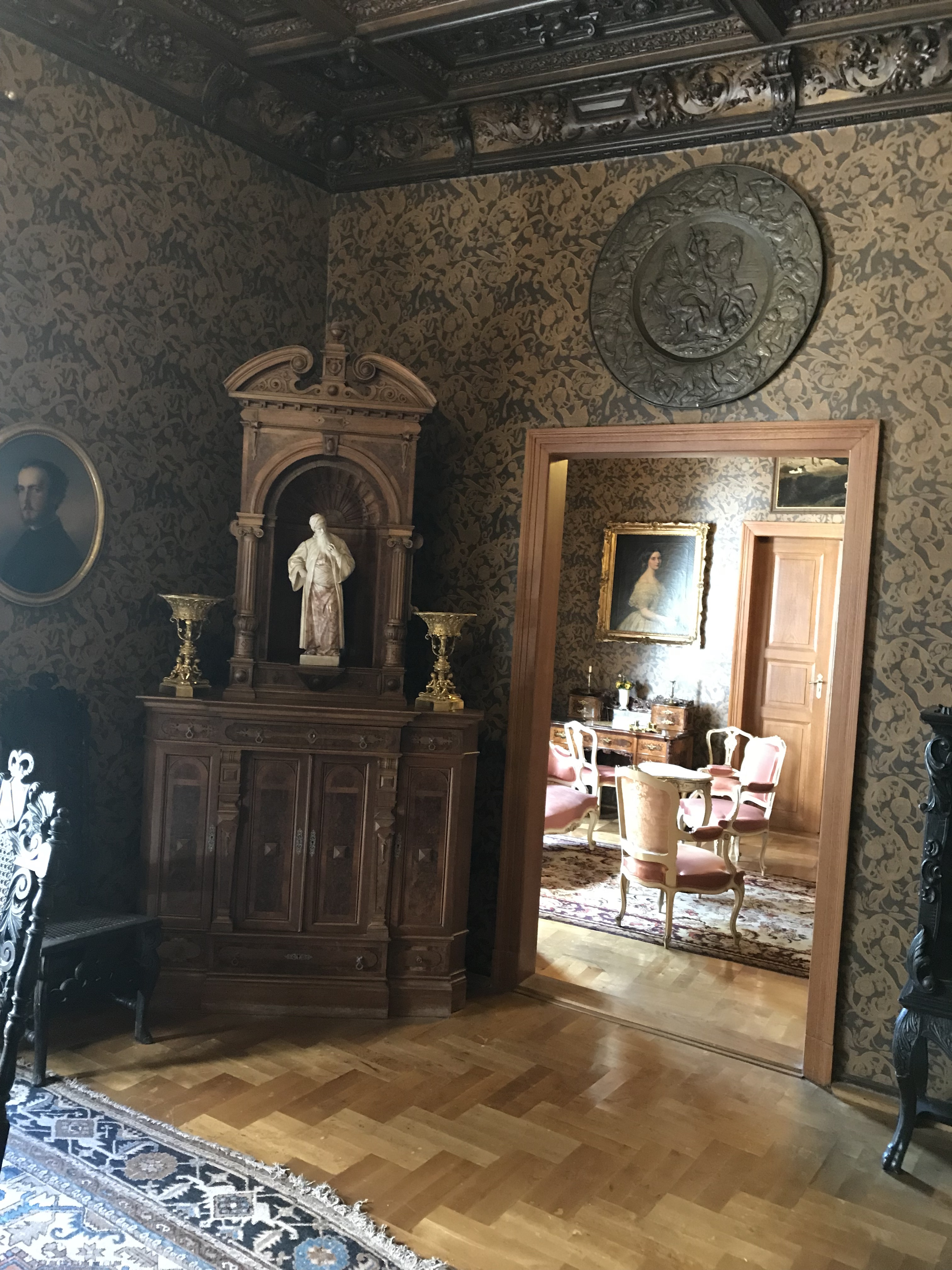
Großes Historismus-Zimmer
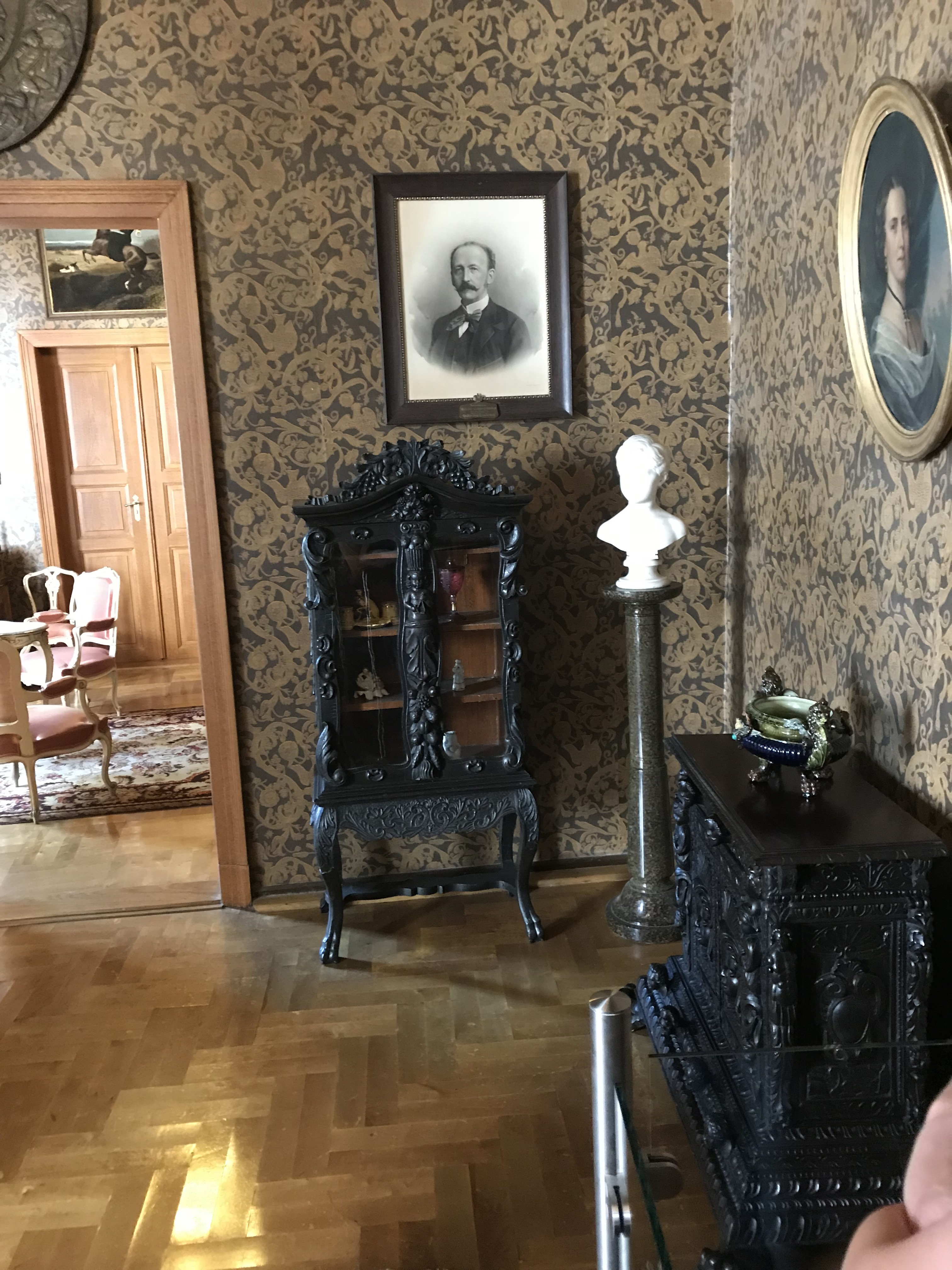
ebensolches

## Geschichte

### Mittelalterliche Burg und Herrschaft
Die Burg von Glauchau entstand um 1170/80, vermutlich unter Hermann I. von Schönburg, Herr auf Burg Geringswalde und Gründer des dortigen schönburgischen Hausklosters, als Herrschaftsmittelpunkt der muldenländischen Schönburger, die von hier aus ihr Territorium durch Rodung erweiterten. Dies geschah im Rahmen der Zweiten Ostexpansion des mittelalterlichen Deutschen Kaiserreiches. Die Burg befand sich später am westlichen Rand der um die Mitte des 13. Jahrhunderts planmäßig angelegten Stadt Glauchau auf einem Bergsporn als Spornburg über dem Tal der Zwickauer Mulde. Nach Errichtung der Stadtmauer war die Burg zusammen mit ihrem Vorwerk vermutlich in die Stadtmauer einbezogen. Die Glauchauer Burg war demnach eine Stadtburg.
Dafür spricht auch eine Urkunde aus dem Jahre 1335, in der Burg und Stadt zusammen als „Veste“ betitelt werden.
Unterhalb der Burg befanden sich wohl Burgmannensitze des niederen Adels/schönburgischer Ministeriale, denn dieses Areal in der Glauchauer Unterstadt trägt bis heute den Namen „Wehrdigt“. Die dort wohnenden Bürger und wohl auch Ministerialen wurden „Außerstädter“ genannt, da die Unterstadt außerhalb der Stadtmauer lag. Zu diesen Ministerialen der Schönburger gehörte höchstwahrscheinlich ein „henric de Gluchowe“, der 1240 in einer Urkunde des Burggrafen Albert von Altenburg als Zeuge genannt wurde.
Bereits 1256 erfolgte eine erste indirekte urkundliche Nennung der Burg Glauchau, als Friedrich I. (1247 urkundlich erstgenannt) von Schönburg-Glauchau eine Urkunde „… in cenaculo Gluchowe …“, also im Speisesaal oder Palas der Burg ausstellte.
Um 1300 erwarben die Schönburger die Herrschaften und Burgen Crimmitschau (mit Burg Schweinsburg), Meerane (Burg später abgegangen) und Stollberg (Burg Staleburg). Außerdem wurden um 1300 die reichsunmittelbaren Herrschaften und Burgen Glauchau und Lichtenstein mit Genehmigung des deutschen Kaisers an den böhmischen König übertragen. Die Schönburger erhielten diese Herrschaften und Burgen als böhmische Reichsafterlehen rückübertragen und sind somit in diesen Herrschaften vor dem Zugriff der Wettiner sicher.
1335 wurde die Burg Glauchau erstmals urkundlich direkt erwähnt: „vnser vestin Gluchow huz vnd stad“.
Infolge einer Erbeinigung 1366 zwischen Johannes I. von Waldenburg und Friedrich von Schönburg-Hassenstein, wurden die Schönburger spätestens 1378 Herren von Burg und Stadt Waldenburg. Friedrich XI. von Schönburg nennt sich daher 1378 erstmals Herr zu Glauchau und Waldenburg.
Am 25. November 1372 verzichteten die Markgrafen von Meißen im Pirnaischen Vergleich zugunsten von Kaiser Karl IV. auf ihre lehnsherrlichen Ansprüche an Glauchau, Meerane, Waldenburg und Lichtenstein. Die genannten Herrschaften und Burgen waren nun direkte Reichsafterlehen, also reichsunmittelbar. Die Schönburger wurden hier Lehnsnehmer des Reiches.
Den Zustand der Burg Glauchau (später Hinterglauchau genannt) um 1470 (also vor dem Bau von Schloss Forderglauchau) zeigt die älteste bekannte Ansicht des Glauchauer „Schlosses“, ein – ehemals im Besitz des Fürsten Günther von Schönburg-Waldenburg befindlich gewesenes – Ölgemälde im Schloss Rohnstock bei Freiburg in Schlesien.
1488 ist das Einstürzen eines Turmes auf dem Glauchauer „Schloss“ in der Chronik des Pirnaer Dominikaner-Mönchs Johann(es) Lindner, bekannt auch als „Pirnischer Mönch“, erwähnt (auch in der Glauchauer Chronik des E. Eckhardt zitiert): „…vnd (MCCCCLXXXVIII) viel der torm auf dem schlosse nyder…“. Ob es sich dabei um einen Bergfried handelte, ist unklar. Wahrscheinlicher war dies der sechseckige Turm an der Südwestecke des Schlosses (Hinterglauchau), da dieser Turm später durch einen neueren sechseckigen Turm ersetzt wurde.
Über das Aussehen und den Aufbau der mittelalterlichen Burg Glauchau war noch um 1990 kaum etwas bekannt. Ob die Burg Glauchau einen Bergfried hatte, war nicht geklärt. Bergfried-Fundamente wurden bis 1990 nicht gefunden. Längere Zeit nahm man an, dass die schönburgischen Burgen Glauchau und Lichtenstein auf einen Bergfried verzichtet hatten, da beide über unterirdische Gänge als (angenommener) Rückzugsort verfügen. Diese Theorie musste für Burg Lichtenstein um 2018 fallen gelassen werden, als Fundamente eines quadratischen Bergfriedes – sicher aus staufischer Zeit – gefunden wurden.
Der Ostflügel Hinterglauchaus ging mutmaßlich aus dem alten Palas der Burg hervor. Seine aus Backsteinen errichtete Ostwand soll wohl aus dem 13. Jahrhundert stammen und zu dieser Zeit bereits dreigeschossig gewesen sein.
Teile der Glauchauer Burg – zumindest Teile deren Obergeschosse – waren wohl aus Fachwerkbauweise errichtet, denn auf der alten Süd-Ansicht beider Glauchauer Schlösser auf einem Schönburgischen Stammbaum – datiert 1600 bis um 1760 – sind noch Fachwerkbauten an der Südseite von Schloss Hinterglauchau sichtbar. Dieser Zustand bestand offenbar bis zu dem spätbarocken Umbau.